# Таня Тейт
Таня Тейт (на английски: Tanya Tate) е британска порнографска актриса и режисьор на порнографски филми.
Родена е на 31 март 1979 г. в град Ливърпул, графство Мърсисайд, Великобритания.
Дебютира като актриса в порнографската индустрия през 2009 г., когато е на 30-годишна възраст.
Модел е на корицата на турското издание на списание „FHM“ на броя му за месец юли 2013 г.
Участва в документалния филм „Aroused“ (2013 г.) за живота на 16 от най-популярните порнографски филмови актриси.

## Награди и номинации
Носителка на награди
- 2010: SHAFTA награда за MILF на годината.[8]
- 2010: NightMoves награда за най-добра MILF изпълнителка.[8]
- 2011: SHAFTA награда за MILF на годината.[8]
- 2012: SHAFTA награда за MILF на годината.[8]
- 2012: NightMoves награда за най-добра MILF изпълнителка (избор на авторите).[8][9]
- 2013: XBIZ награда за MILF изпълнителка на годината.[8][10][4]
- 2013: SHAFTA награда за MILF на годината.[11]
- 2014: NightMoves награда за най-добра MILF изпълнителка (избор на авторите).[12]
- 2016: XRCO награда за най-добра лесбийска изпълнителка.[13]
- 2016: NightMoves награда за MILF изпълнителка (избор на авторите).[14]

Номинации
- 2011: Номинация за XBIZ награда за MILF изпълнителка на годината.[8][15]
- 2012: Номинация за AVN награда за MILF изпълнителка на годината.[8][16]
- 2012: Номинация за XBIZ награда за MILF изпълнителка на годината.[8]
- 2013: Номинация за AVN награда за MILF изпълнителка на годината.[8][17]
- 2013: Номинация за XRCO награда за MILF на годината.[8]
- 2014: Номинация за AVN награда за MILF изпълнителка на годината.[18]
- 2014: Номинация за XBIZ награда за MILF изпълнителка на годината.[4]
- 2014: Номинация за XRCO награда за MILF на годината.[19]
- 2015: Номинация за XBIZ награда за MILF изпълнителка на годината.[20]